# Agarista bracamorensis
Agarista bracamorensis là một loài thực vật có hoa trong họ Thạch nam. Loài này được (Kunth) G.Don mô tả khoa học đầu tiên năm 1834.